# Penicillium sclerotiorum
Penicillium sclerotiorum är en svampart som beskrevs av J.F.H. Beyma 1937. Penicillium sclerotiorum ingår i släktet Penicillium och familjen Trichocomaceae.   Inga underarter finns listade i Catalogue of Life.